# 石錐

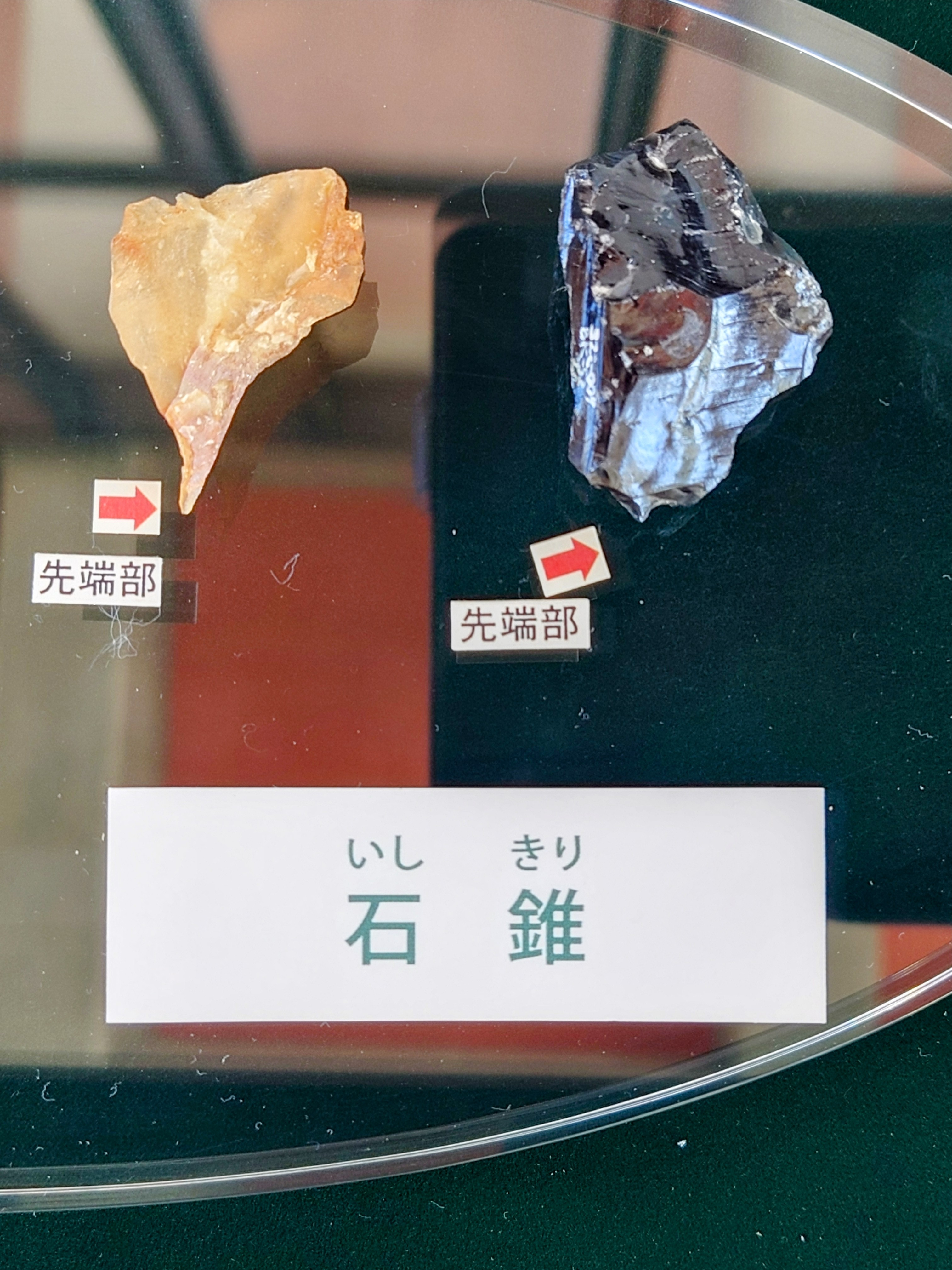
千葉県印旛郡酒々井町・墨古沢遺跡で出土した旧石器時代前半代（約3万4000年前）の石錐（酒々井コミュニティプラザ内遺跡展示室）。

石錐（せきすい/いしきり）は剥片石器の一種で、獣皮や樹皮などに穴を開けるための工具（穿孔具）。一種の携帯ドリルで、日本列島では旧石器時代に出現した。

## 概要
材料は黒曜石やチャート、粘板岩、頁岩が多い。打製石器の範疇に含めることが多いが、先端のドリル部分には磨きをかけることが多い。
同音の石錘（せきすい）は網漁に用いられる漁具である「おもり」であり、使用法・製作法ともに異なる。石錘と区別するため「いしきり」と呼称する場合もある。